# Лаудаев, Умалат
Умалат Лаудаев (14 мая 1829 года, Ногай-Мирза-Юрт — 20 ноября 1904 года, Ногай-Мирза-Юрт) — офицер армии Российской империи, первый чеченец, осветивший в исследовании на русском языке проблемы истории и этнографии чеченского народа. Известен публикацией своей единственной рукописи в «Сборник сведений о кавказских горцах» в 1872 году (рукопись опубликована частично).

## Биография
Родился Лаудаев 14 мая 1829 года в богатой чеченской семье в селении Ногай-Мирза-Юрт . Там же учился в школе для детей терских казаков. Представитель тайпа чермой. В 1838 году зачислен на учёбу во 2-й Кадетский корпус в Петербурге, после окончания которого 10 августа 1845 года он получил чин корнета. Принимал участие в подавлении Венгерской революции 1848—1849 годов. До 1853 года служил в провинциальных российских гарнизонах, затем, после получения чина ротмистра, направлен на службу в крепость Воздвиженскую (вблизи села Старые Атаги). В 1853 году назначен помощником наиба Большой Чечни. В 1862—1865 годах командир 4-й сотни Терского конно-иррегулярного полка. Публикация единственной рукописи Лаудаева привлекла внимание российской общественности, благодаря чему с автора была снята опала. В 1877—1878 годах в составе Чеченского конно-иррегулярного полка Лаудаев участвовал в сражениях русско-турецкой войны, где проявил незаурядную храбрость и был удостоен высоких наград Российской империи. В 1890—1891 годах был временно исполняющим обязанности начальника Надтеречного участка Грозненского округа. С 15 января 1891 года по 4 февраля 1893 года он вновь был командиром 4-й сотни Терского конно-иррегулярного полка. 4 февраля 1893 года Лаудаев был уволен от службы по болезни в чине подполковника с назначением пенсии в 407 рублей в месяц. После отставки вёл уединенную жизнь и скончался 20 ноября 1904 года.

## Научная работа
В 1872 году в шестом выпуске «Сборника сведений о кавказских горцах» опубликована статья «Чеченское племя», которая представляла собой несколько отрывков из рукописи У. Лаудаева. Доставленная в редакцию «Сборника», рукопись содержала различные этнографические сведения о чеченцах и ряд их преданий. Это одна из первых исследовательских работ о чеченцах на русском языке, выполненная «природнымъ чеченцемъ». В предисловии к рукописи У. Лаудаев писал:

«Изъ чеченцевъ я первый пишу на русскомъ языкѣ о моей родинѣ, ещё такъ мало извѣстной»
— «Сборникъ свѣдѣній о Кавказскихъ горцахъ» 1872.
Главы из рукописи У. Лаудаева, помещённые в «Сборнике сведений о кавказских горцах»:
| I.                                   | Территорія, занимаемая Чеченскимъ племенемъ.                              |
| II.                                  | Названія обществъ Чеченскаго племени и ихъ значенія.                      |
| III.                                 | О народахъ, обитавшихъ на плоскости Чечни до водворенія на ней чеченцевъ. |
| IV.                                  | Происхожденіе Чеченскаго племени и его разселеніе.                        |
| V.                                   | О тайпанахъ или чеченскихъ фамиліяхъ.                                     |
| VI.                                  | Памятники, преданія и сказанія.                                           |
| VII.                                 | Переселеніе чеченцевъ на плоскость.                                       |
| VIII.                                | Общественный бытъ чеченцевъ.                                              |
| IX.                                  | Принятіе чеченцами ислама.                                                |
| Примѣчанія к статьѣ Чеченское племя. |                                                                           |

К информации содержащейся в публикации рукописи У. Лаудаева обращались многие его современники, в частности российский чиновник и исследователь Н. С. Семёнов, русский писатель и мыслитель Л. Н. Толстой.